# Moschee ipostile in legno dell'Anatolia medievale
Le moschee ipostile in legno dell'Anatolia medievale (in turco Anadolu'nun Orta Çağ Dönemi Ahşap Hipostil Camileri) sono un sito patrimonio dell'umanità costituito da cinque moschee selgiuchidi in Anatolia risalenti al periodo tra la fine del XIII e la metà del XIV secolo.
La Grande Moschea di Afyon, la moschea di Aslanhane, la Moschea Eşrefoğlu, la moschea di Mahmut Bey e la Grande Moschea di Sivrihisar sono state incluse nell'elenco provvisorio dei siti del patrimonio mondiale nel 2018 con il nome "Moschee con tetto in legno e colonne in legno in Anatolia". Il 19 settembre 2023 la serie è stata iscritta nella lista dei patrimoni dell'umanità quando l'UNESCO ha riconosciuto le moschee per i loro eccezionali valori universali.

## Galleria d'immagini

Grande Moschea di Afyon
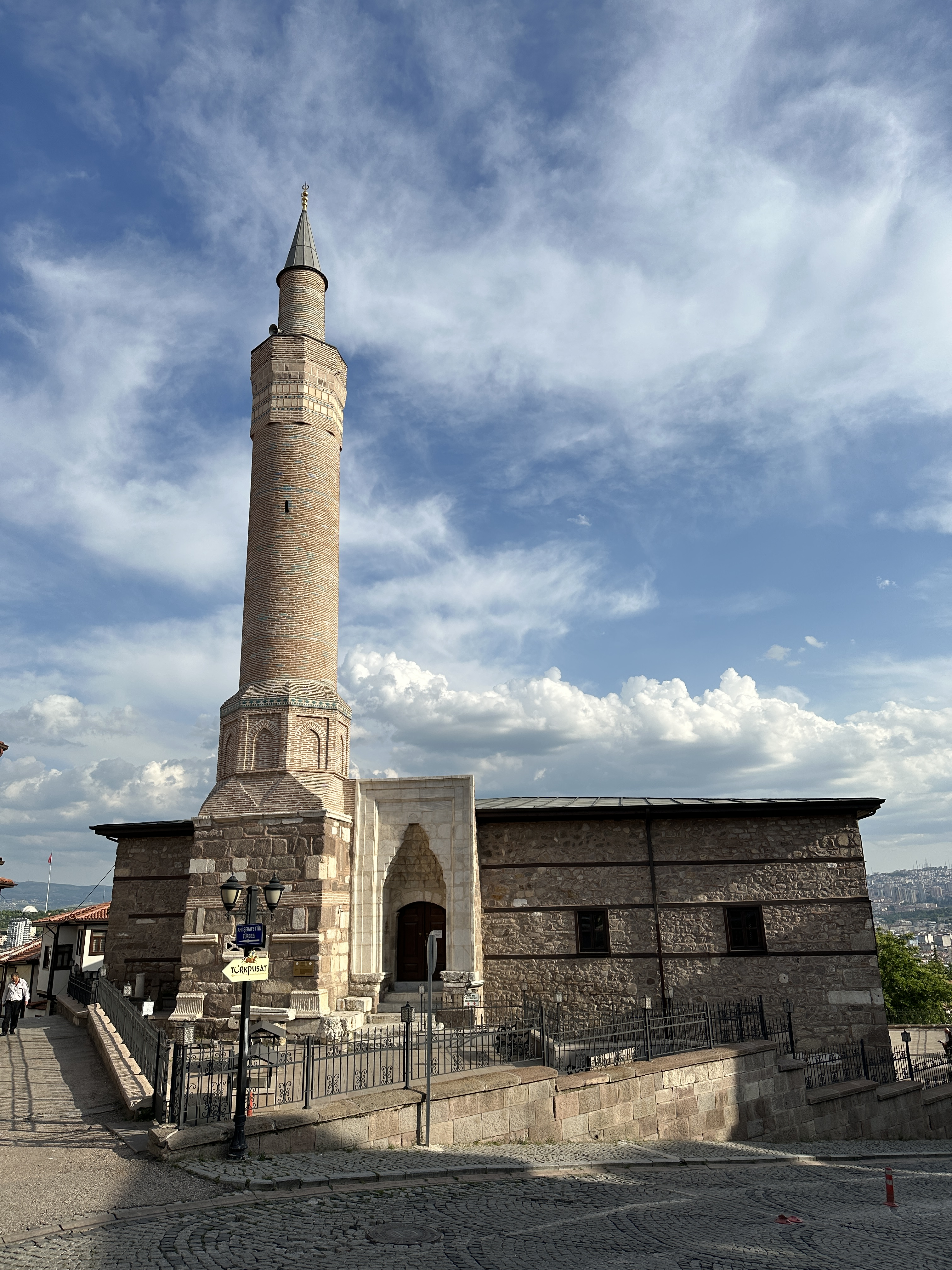
Moschea di Aslanhane
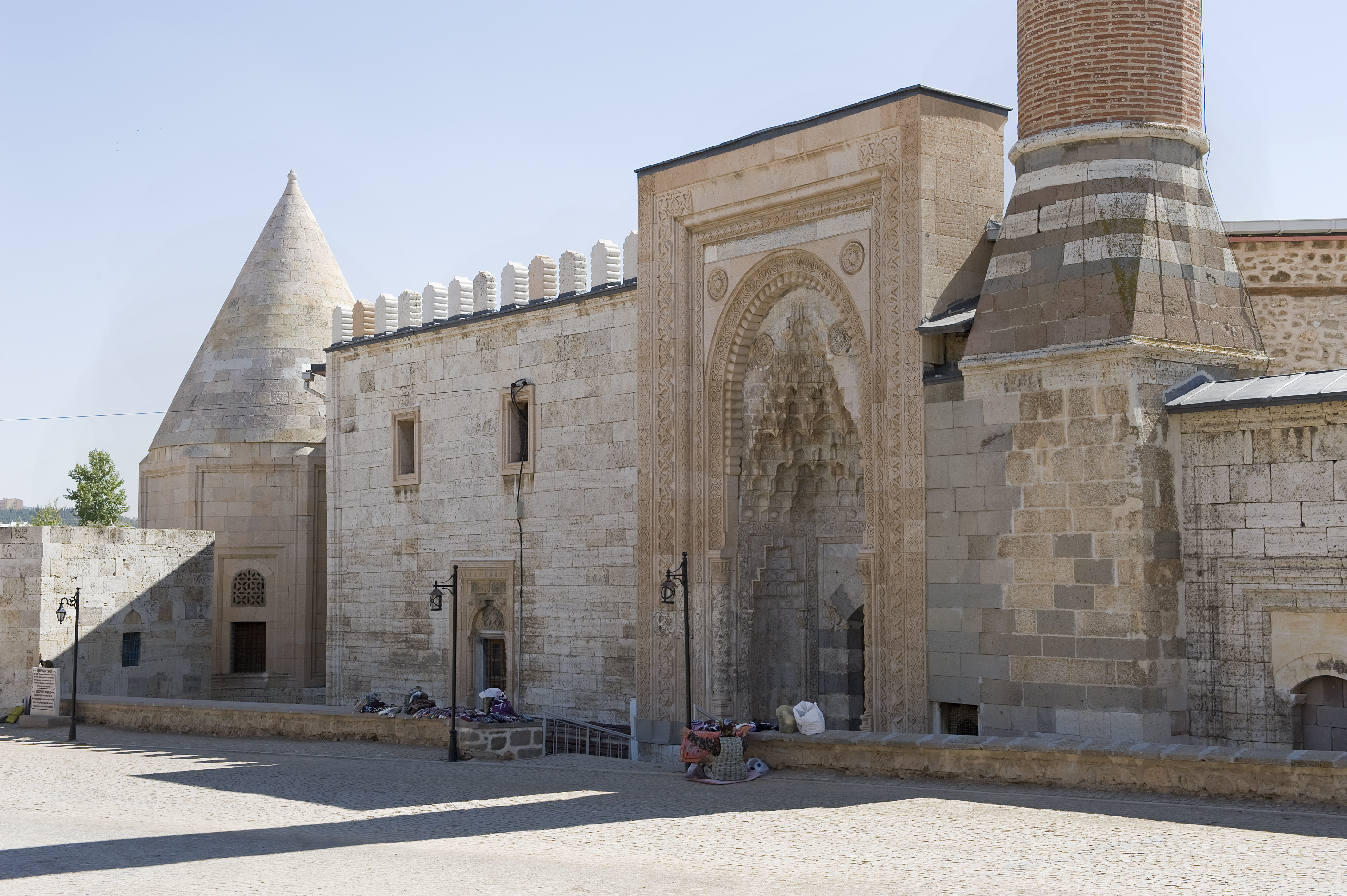
Moschea Eşrefoğlu
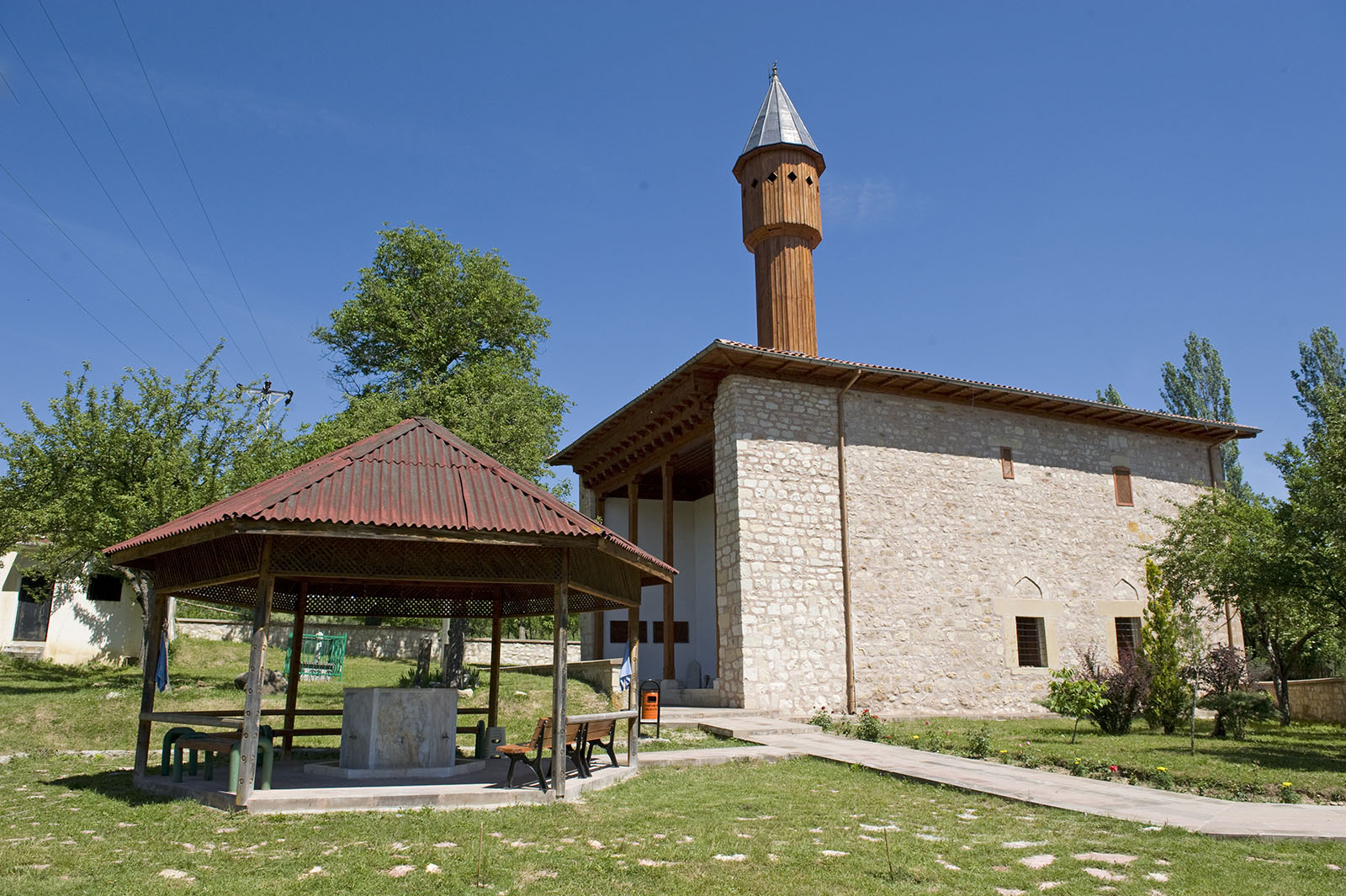
Moschea di Mahmut Bey
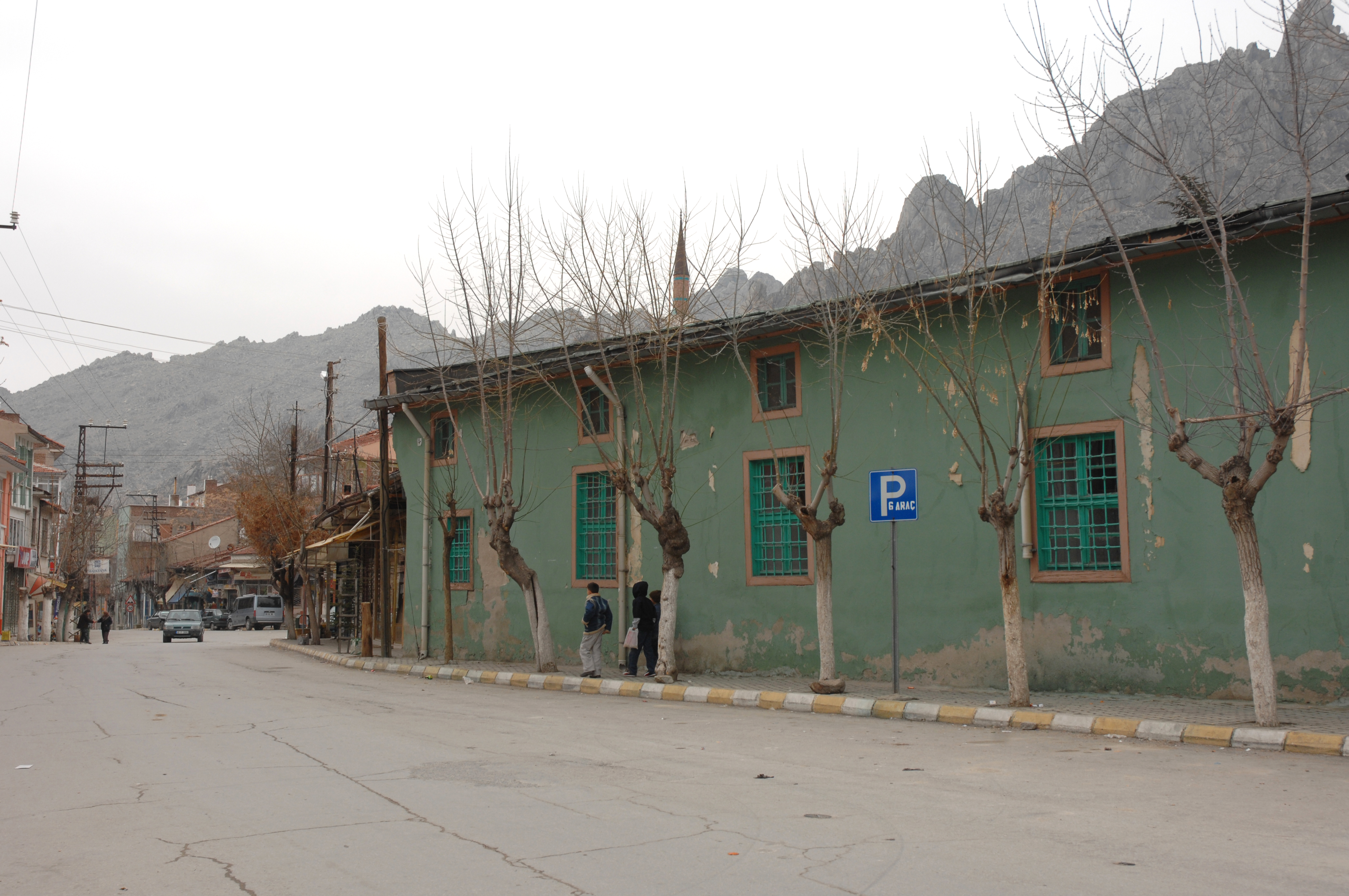
Grande Moschea di Sivrihisar